# Charles César Robin

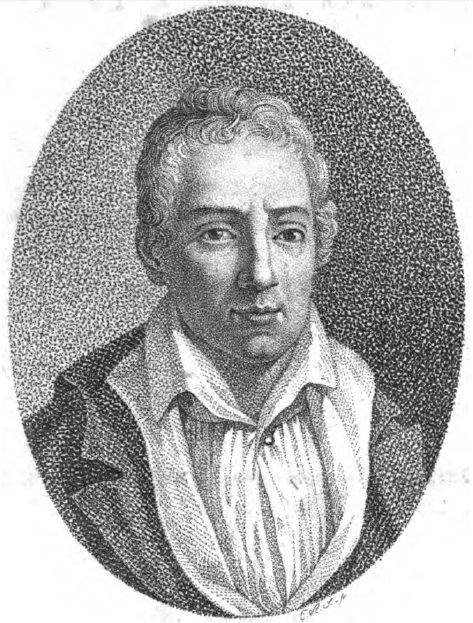
Charles César Robin
(Kupferstich von 1808) von Carl August Schwerdgeburth

Charles César Robin (* 1759 Tonnerre, Frankreich; † nach 1809) war ein französischer Geistlicher und Forschungsreisender. Sein Name gibt zu Spekulationen Anlass, weil seine Werke meist nur mit C. C. oder Abbé Robin signiert sind. Auch wurde, wird er als Claude, Claude César oder Claude Antoine Robin genannt. Ein anderer Geistlicher, Abbé Claude Robin (1715–1794) war Theologe und Autor mehrerer Werke. Über Charles César Robin ist sehr wenig bekannt, er und auch Abbé Claude Robin werden öfters auch verwechselt.

## Leben
Charles César Robin war der Verfasser des dreibändigen und viel beachteten Reiseberichtes Voyages dans l’intérieur de la Louisiane, de la Floride occidentale, et dans les isles de la Martinique et de Saint-Domingue. 1802–1806, Paris 1807, dieses Werk wurde später auch ins Deutsche und Englische übersetzt.
Er war 1780 Geistlicher im Armeekorps von Comte de Rochambeau in Amerika. Hier verfasste er das Werk Nouveau voyage dans l'Amérique septentrionale en l'année 1781 et campagne de l'armée de M. le Comte de Rochambeau.
Er lebte dann wohl meist in Paris. Im Winter 1793–1794 hielt er sich allerdings in Lothringen auf. Er war Deist und er gilt als ein moderater und beständiger Anhänger Napoleons. „Die Schrecken der Revolution“ hätten ihn aus Frankreich vertrieben. Im Herbst 1802 reiste er zunächst nach Nantes. Dort blieb er über 3 Monate, bevor er in einer 33-tägigen See-Reise nach Saint-Pierre auf Martinique in der Karibik fahren konnte. Sein einziger Sohn, der ihn begleitete, verstarb bald darauf an Gelbfieber. Auf seiner weiteren Reiseroute lagen Puerto Rico, Santo Domingo (Ankunft 22. Juni 1803), Jamaika, Kuba, Pensacola, die damalige Hauptstadt von Florida, sowie Dauphin Island. Dann kam er nach New Orleans in Louisiana, das Anfang 1803 gerade an die noch junge USA verkauft wurde. Von New Orleans aus unternahm er dann mehrmonatige Reisen in das Landesinnere.
1809 veröffentlichte er noch im „Moniteur“ etwas über nützliche Insekten.

## Werke
- Société d’assurance d’assignats. In: Les archives de la révolution française. Paris 1796, OCLC 458055036 (gallica.bnf.fr [abgerufen am 5. November 2014]).
- Laßt uns die Aßignaten retten und Paris und die Republik sind gerettet. In: Frankreich im Jahr 1796. Aus den Briefen deutscher Männer in Paris. Mit Belegen. Erstes Stück. Altona 1796, S. 242–246 (books.google.de).
- Die Bank-Zettel werden die Aßignate zu Grunde richten und noch etwas Schlimmeres nach sich ziehn. In: Frankreich im Jahr 1796. Aus den Briefen deutscher Männer in Paris. Mit Belegen. Erstes Stück. Altona 1796, S. 247–252 (books.google.de).
- De la religion naturelle, ou des rapports de l’homme avec la divinité. de l’imprimerie de Lemaire, Paris 1798 (gallica.bnf.fr [abgerufen am 26. Oktober 2014]).
- Voyages dans l’intérieur de la Louisiane, de la Floride occidentale, et dans les isles de la Martinique et de Saint-Domingue. Pendant les Années 1802, 1803, 1804, 1805 et 1806; Contenant de Nouvelles Observations sur l’Histoire Naturelle, la Géographie, les Mœurs, l’Agriculture, le Commerce, l’Industrie et les Maladies…; Suivis de la Flore Louisianaise… 3 Bände. F. Buisson, Paris 1807 (französisch, bnf.fr [abgerufen am 24. Oktober 2014]).
  - C. Robin’s Reisen nach dem Innern von Louisiana, dem westlichen Florida, und auf die Inseln Martinique und St. Domingo. In den Jahren 1802, 1803, 1804, 1805 und 1806. Erster Theil. Bauer, Wien 1811, OCLC 833835058 (archive.org – übersetzt von Karl Ludwig Methusalem Müller).
  - C. Robin’s Reisen nach dem Innern von Louisiana, dem westlichen Florida, und auf die Inseln Martinique und St. Domingo. In den Jahren 1802, 1803, 1804, 1805 und 1806. Zweiter Theil. Bauer, Wien 1811, OCLC 632860008 (archive.org – übersetzt von Karl Ludwig Methusalem Müller).
- aus dem Franz. von Constantine Samuel Rafinesque: Florula Ludoviciana or a Flora of the State of Louisiana. C. Wiley & Co., New York 1817, OCLC 251838466 (englisch, archive.org).